# Zidky
Zidky (ukrainien : Зідьки) est une commune urbaine de l'oblast de Kharkiv, en Ukraine. Elle compte 3 725 habitants en 2021.

## Géographie
La commune de Zidky est assise sur la rive nord de la rivière Donets, principal affluent du fleuve Don, juste en amont, sur la même rive, de la ville de Zmiïv. Elle se trouve à 36 kilomètres au sud-sud-est de la ville de Kharkiv.